# Estação Estrela do Mar
A Estação Estrela do Mar é uma estação ferroviária integrante da Linha Norte do Sistema de Trens Urbanos de Natal, administrada pela Companhia Brasileira de Trens Urbanos (CBTU).
Está localizada na rua Almirante Domingues Machado, no Conjunto Estrela do Mar, no município de Extremoz, Estado do Rio Grande do Norte, Brasil. Situa-se entre as estações Extremoz e Nordelândia.
A estação foi inaugurada em 10 de novembro de 1982, sob o nome de Estação Conjunto da Marinha, se integrando a Linha Norte do Sistema de Trens Urbanos de Natal.